# Государственный театр Азербайджанской Демократической Республики
Государственный театр Азербайджанской Демократической Республики — один из первых азербайджанских профессиональных театров, получивший статус государственного театра в период существования АДР. Была возобновлена деятельность Национального театра, основанного в 1873 году.

## История
Первой постановкой на сцене театра явилась трагедия «Надир Шах» (Нариман Нариманов, 4 ноября 1918 года).
Согласно Постановлению Правительства АДР от 9 октября 1918 года, театральное дело было передано в распоряжение Министерства просвещения. 18 октября 1918 года члены правительства, заслушав доклад министра народного просвещения об организации Азербайджанского государственного театра, приняли решение о приобретении для этого театра здания театра братьев Маиловых (ныне Азербайджанский Государственный академический театр оперы и балета).
22 августа 1919 года на совместном заседании Правления Бакинского «Союза турецких актеров» и дирекции «братья Гаджибейли» было принято решение об учреждении «бакинских курсов», состоящих из четырех отделений, с целью адаптации как драматических, так и музыкальных произведений в репертуаре к реалиям жизни, подготовки квалифицированных кадров. На драматическое отделение были утверждены Аббас Мирза Шарифзаде, Гусейнкули Сарабский, на комедийное отделение — Мирзага Алиев, на музыкальное — братья Зульфугар и Узеир Гаджибековы, Муслим Магомаев и Гурбан Пиримов, а на литературное — Алиаббас Музниб и Рза Заки Эфенди.

## Национализация театра
На заседании 17 ноября 1919 года Совет министров одобрил законопроект об учреждении государственного турецкого оперно-драматического театра, и выделил на это средства в размере 300 тысяч 605 манатов. Тем самым, азербайджанский театр был национализирован и передан под покровительство государства.
Министерство народного просвещения, в свою очередь, представило в парламент доклад об отмене налогов на театральные коллективы и другие учреждения культуры. В результате государственные налоги были снижены вдвое.

## Создание новых театральных трупп
Первой труппой, возобновившей свою деятельность в Баку в период республики, были «братья Гаджибейли». Труппа состояла из выдающихся артистов: Гаджиага Аббасов, Мирзага Алиев, Ахмед Агдамский, Джалил Багдадбеков, Гусейн Араблинский, Гусейнкули Сарабский, Мухтар Мухаммедзаде, Рза Дараблы, Сидги Рухулла, Алекпер Гусейнзаде, Мамедтаги Багирзаде, Багир Джаббарзаде, Абульгасан Анаплы, Ахмед Анатоллу, Мирмахмуд Кязимовский, Евгения Оленская и др. В труппе ставились такие спектакли, как «Разрушенный тифаг», «Ага Мохаммед Шах Каджар» Абдуррагима Ахвердиева, «Гавейи-ахангер» Шамсаддина Сами, «Азербайджан» Иса Бека Ашурбейли, «Аршин мал алан», «Не так, так эта» («Мешади Ибад»), «Лейли и Меджнун», «Асли и Керем», «Шах Аббас и Хуршид Бану» Узеира Гаджибекова, «Ашуг Гариб» Зульфугара Гаджибекова, опера «Шах Исмаил» Муслима Магомаева.
Театральные труппы были организованы и в других городах и уездах Азербайджана. В Шуше был создан филиал театрального управления братьев Гаджибейли. В городе Нахичевань также функционировал государственный театр.
Спектакли труппы «Братьев Гаджибейли» ставились на сценах театров таких городов, как Решт, Тебриз, Энзели, Тифлис и др.
В 1918—1920 годах на сцене Государственного театра наряду со спектаклями музыкального театра, концертами народной музыки, проводились также важные государственные мероприятия.
В 1919—1920 годах на сцене театра ставились оперы и оперетты Узеира Гаджибекова. С присоединением территории Азербайджана к Советской России в апреле 1920 года этот театр функционировал как Государственный театр Советского Азербайджана и долгие годы использовался для проведения мероприятий общественно-политического и государственного значения.